# Pterobius itiokai
Pterobius itiokai är en skalbaggsart som beskrevs av Siuiti Murayama 2010. Pterobius itiokai ingår i släktet Pterobius och familjen Aphodiidae. Inga underarter finns listade i Catalogue of Life.